# Abdul Rahman (Politiker, 1903)

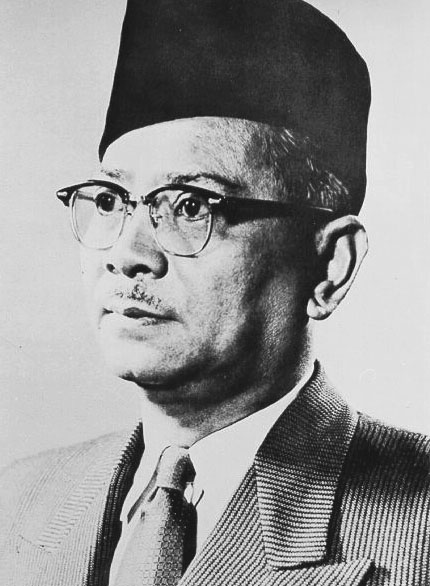
Tunku Abdul Rahman

Tunku Abdul Rahman (* 8. Februar 1903 in Alor Setar, Kedah; † 6. Dezember 1990 in Penang) war Chief Minister (Ministerpräsident) der Malaiischen Föderation von 1955 an und deren erster Premierminister nach Erreichen der Unabhängigkeit im Jahre 1957. Nach dem Anschluss der britischen Kolonien Sabah, Sarawak und Singapur (das 1965 wieder austrat) war er auch der Premier von Malaysia. Sein voller Name lautete Tunku Abdul Rahman Putra Al-Haj ibni Almarhum Sultan Abdul Hamid Halim Shah. Tunku ist ein malaiischer Prinz. Er war der „Vater der Unabhängigkeit“ Malaysias. Von 1959 bis 1965 war er erster Präsident der Badminton Asia Confederation.

## Jugend
Geboren im Brautpalast (Istana Pelamin) in Alor Setar, im malaiischen Sultanat Kedah – damals ein Vasallenstaat des Königreichs Siam (Vorläufer des heutigen Thailands) – war Abdul Rahman der 14. Sohn und das 20. Kind des 24. Sultans von Kedah, Abdul Hamid Halim Shah. Seine Mutter, Cik Menyelara, war die sechste Frau des Sultans und Tochter eines siamesischen Edelmanns, Luang Naraborirak, eines thailändischen Bezirksbeamten unter König Chulalongkorn von Siam.
Im Alter von sechs Jahren besuchte er zunächst die malaiische Grundschule, später die englischsprachige Regierungsschule in Alor Setar. Mit acht Jahren wurde er zusammen mit drei seiner Brüder in die Debsirin-Schule in Bangkok (Thailand) geschickt; 1915 kehrte er zurück und besuchte die Penang Free School. Mit 15 Jahren erhielt er 1918 als erster Einheimischer ein Stipendium für den Besuch des St Catharine’s College an der Universität Cambridge in Großbritannien.

## Frühe Karriere
Nach seiner Rückkehr arbeitete er im öffentlichen Dienst seines Heimatstaates Kedah und wurde der erste einheimische District Officer, kehrte dann aber nach Großbritannien zurück, um das Studium der Rechte zu beenden. Der Ausbruch des Zweiten Weltkrieges beendete dies erneut und er kehrte nach Malaya zurück. 1947 nahm er sein Studium wieder auf, machte 1949 sein Anwaltsexamen, kehrte nach Alor Setar zurück und wurde stellvertretender Ankläger an einem Gericht in Kuala Lumpur.
In dieser Zeit trat er auch der United Malays National Organisation (UMNO) bei, die eine Unabhängigkeit für die britische Kolonie erstrebte. Er machte dort schnell Karriere und wurde im August 1951 deren Vorsitzender, einen Posten, den er für 20 Jahre behalten sollte.

## Von Malaya nach Malaysia
1954 führte er eine Delegation nach Großbritannien an, um über die Unabhängigkeit zu verhandeln, doch führte dies zu keinem Ergebnis, da die Briten zögerten, die Unabhängigkeit zu gewähren ohne eine Garantie zu haben, dass die drei großen Bevölkerungsgruppen – Malaien, Chinesen und Inder – friedlich miteinander leben würden. Tunku Abdul Rahman gelang es jedoch, eine politische Allianz mit der Organisation der Chinesen (Malayan Chinese Association) zu gründen, der sich 1955 auch die Inder (Malayan Indian Congress) anschlossen. Diese Allianz-Partei (Alliance Party) gewann bei den allgemeinen Wahlen im selben Jahr 51 von 52 Parlamentssitzen, und er wurde zum Premier (Chief Minister) gewählt. Noch im selben Jahr führte er eine weitere Delegation nach Großbritannien und erreichte, dass der Tag der Unabhängigkeit für die malaiische Halbinsel auf den 31. August 1957 festgesetzt wurde. Als Premier der neuen Nation wurde er in den Wahlen von 1959 und 1964 mit überwältigenden Mehrheiten wiedergewählt.
Noch aber waren Singapur, Sarawak, Britisch-Nordborneo und das Sultanat Brunei britische Kronkolonien. Als sie 1963 von Großbritannien in die Unabhängigkeit entlassen wurden, schlossen sich alle – außer Brunei – am 16. September 1963 dem Malaiischen Bund an, der sich daraufhin in Malaysia umbenannte. Tunku Abdul Rahman blieb Premierminister auch der neuen Föderation. Bald zeigten sich aber Probleme mit der großen Minderheit (40 %) der Chinesen, die durch Singapurs Beitritt entstanden war, und deren Führer, Lee Kuan Yew, in deutlicher Rivalität zum Tunku stand. Dies führte dazu, dass Singapur am 9. August 1965 Malaysia verließ.
Tunku Abdul Rahman war führend bei der Gründung der Association of Southeast Asia (ASA) aus Malaya, Thailand und den Philippinen, die am 8. August 1967 zur Association of Southeast Asian Nations (ASEAN) erweitert wurde.
Im Jahre 1969 verlor die Allianz-Partei in den Wahlen eine große Zahl ihrer Sitze. Dies führte zu Demonstrationen, die wiederum am 13. Mai Rassenunruhen nach sich zogen. Unzufrieden mit der Art, wie Abdul Rahman diesen Unruhen begegnete, gründete eine Reihe von UMNO-Führern ein Notstandskomitee, beschränkte die Macht des Premiers und zwang ihn am 22. September 1970 zum Rücktritt, dem auch sein Rücktritt als UMNO-Präsident folgte (Juni 1971). Neuer Premierminister wurde Tun Razak.

## Späteres Leben
Tunku Abdul Rahman zog sich daraufhin nach Penang zurück, wo er ein Haus besaß. Im Jahre 1977 erwarb Tunku Abdul Rahman erhebliche Anteile an der in Penang erscheinenden Zeitung „The Star“ und wurde deren Vorsitzender. Er schrieb dort mehrere Kolumnen, darunter „Blick zurück“ und „Wie ich es sehe“, die sich kritisch über die malaysische Regierung äußerten. Daraufhin wurde die Zeitung 1987 verboten, was Tunku Abdul Rahman und einen weiteren früherer Premier veranlasste, eine neue Partei, die UMNO Malaysia, zu gründen, deren Registrierung jedoch von Mahathir Mohammad verweigert wurde. Tunku Abdul Rahman unterstützte in den 90er Jahren eine Oppositionspartei, „Semangat 46“ (Geist von 1946, dem Jahr der UMNO-Gründung), die in der Opposition eine relevante Rolle spielte, und setzte sich im Wahlkampf 1990 sehr für sie ein. Zu dieser Zeit war seine Gesundheit jedoch schon sehr schlecht, und er starb in seinem Haus in Penang am 6. Dezember 1990 im Alter von 87 Jahren. Er wurde im Königlichen Mausoleum in Alor Setar beerdigt.

## Ehen
Tunku Abdul Rahman war viermal verheiratet. Mit seiner ersten Frau, der Chinesin Meriam Chong, hatte er zwei Söhne. Nach ihrem Tode heiratete er seine frühere Hauswirtin in Großbritannien, Violet Coulson, musste sich aber auf Anordnung des Regenten von Kedah von ihr scheiden lassen. Als dritte Frau heiratete er die Malaiin Sharifah Rodziah Syed Alwi Barakbah, mit der er vier Kinder adoptierte, da sie keine eigenen bekommen konnte. Da er jedoch mehr eigene Kinder wollte, heiratete er heimlich eine Chinesin, Bibi Chong, die zum Islam konvertierte. Sie gebar ihm zwei Töchter.

## Orden und Ehrungen
Im Jahre 1961 erhielt Tunku Abdul Rahman von Königin Elisabeth II. den Order of the Companions of Honour. 1983 erhielt er den König-Faisal-Preis für Verdienste um den Islam. Die 1999 eröffnete Putra-Moschee in Malaysia ist nach ihm benannt.